# Liste der Stolpersteine in Hamburg-Neuenfelde
Die Liste der Stolpersteine in Hamburg-Neuenfelde enthält alle Stolpersteine, die im Rahmen des gleichnamigen Kunst-Projekts von Gunter Demnig in Hamburg-Neuenfelde verlegt wurden. Mit ihnen soll Opfern des Nationalsozialismus gedacht werden, die in Hamburg-Neuenfelde lebten und wirkten.
Diese Seite ist Teil der Liste der Stolpersteine in Hamburg, da diese mit insgesamt 7139 (Stand: März 2025) Steinen zu groß würde und deshalb je Stadtteil, in dem Steine verlegt wurden, eine eigene Seite angelegt wurde.
| Adresse                                            | Person(en)       | Inschrift | Bilder                            | Anmerkung                            |
| -------------------------------------------------- | ---------------- | --- | --------------------------------- | ------------------------------------ |
| Tiefenstraße 10 ·                                  | Wilhelm Buchholz | Hier wohnte Wilhelm Buchholz Jg. 1888 verhaftet Arbeitslager ‚Langer Morgen‘ Wilhelmsburg ermordet 12.2.1945 | Stolperstein für Wilhelm Buchholz | Eintrag auf stolpersteine-hamburg.de |
| Am Rosengarten Bushaltestelle Neuenfelder Kirche · | Jacob Wendt      | Hier wohnte Jacob Wendt Jg. 1903 verlegt 1941 aus ‚Heilanstalt‘ Lüneburg ermordet 7.3.1941 Pirna-Sonnenstein | Stolperstein für Jacob Wendt      | Eintrag auf stolpersteine-hamburg.de |